# Lancer du marteau masculin aux Jeux olympiques d'été de 1984
Navigation
Moscou 1980 Séoul 1988
L'épreuve du lancer du marteau  masculin aux Jeux olympiques de 1984 s'est déroulée les 5 et 6 août 1984 au Memorial Coliseum de Los Angeles, aux  États-Unis.  Elle est remportée par le Finlandais Juha Tiainen.

## Résultats

### Finale
| Rang               | Athlète           | Pays                 | Essais | Essais | Essais | Essais | Essais | Essais | Marque  |  |
| Rang               | Athlète           | Pays                 | 1      | 2      | 3      | 4      | 5      | 6      | Marque  |  |
| ------------------ | ----------------- | -------------------- | ------ | ------ | ------ | ------ | ------ | ------ | ------- |  |
| Médaille d'or      | Juha Tiainen      | Finlande             | 70.56  | 72.64  | 78.08  | 74.54  | 75.26  | 75.82  | 78.08 m |  |
| Médaille d'argent  | Karl-Hans Riehm   | Allemagne de l'Ouest | 73.68  | 74.70  | 77.98  | X      | 76.46  | X      | 77.98 m |  |
| Médaille de bronze | Klaus Ploghaus    | Allemagne de l'Ouest | 75.48  | 75.96  | 72.16  | 75.18  | X      | 76.68  | 76.68 m |  |
| 4                  | Orlando Bianchini | Italie               | 72.18  | 72.12  | 74.40  | 73.42  | 75.94  | 73.78  | 75.94 m |  |
| 5                  | Bill Green        | États-Unis           | X      | 72.68  | 74.76  | 67.70  | 75.60  | 72.12  | 75.60 m |  |
| 6                  | Harri Huhtala     | Finlande             | 74.34  | 74.44  | 73.86  | 74.72  | 73.10  | 75.28  | 75.28 m |  |
| 7                  | Walter Ciofani    | France               | X      | 71.86  | 73.46  | X      | 71.20  | 68.86  | 73.46 m |  |
| 8                  | Robert Weir       | Royaume-Uni          | 71.16  | X      | 72.62  |        |        |        | 72.62 m |  |
| 9                  | Martin Girvan     | Royaume-Uni          | X      | 72.32  | 68.00  |        |        |        | 72.32 m |  |
| —                  | Christoph Sahner  | Allemagne de l'Ouest | X      | X      | X      |        |        |        | NM      |  |
| —                  | Matthew Mileham   | Royaume-Uni          | X      | X      | X      |        |        |        | NM      |  |
| —                  | Giampaolo Urlando | Italie               | 70.26  | 74.82  | X      | 73.14  | 75.96  | 75.64  | DQ      |  |

- Giampaolo Urlando, quatrième du concours avec 75,96 m, est disqualifié pour dopage.

## Légende
Records et Performances
- AR : Record continental (area record)
- CR : Record des championnats (championship record)
- MR : Record du meeting (meet record)
- NR : Record national (national record)
- OR : Record olympique (olympic record)
- PR : Record paralympique (paralympic record)
- PB : Record personnel (personal best)
- SB : Meilleure performance personnelle de la saison (season's best)
- WL : Meilleure performance mondiale de l'année (world leader)
- WJR : Record du monde junior (world junior record)
- WR : Record du monde (world record)

Circonstances et Conditions
- DNF : N'a pas terminé (did not finish)
- DNS : N'a pas pris le départ (did not start)
- DQ : Disqualification (disqualification)
- NM : Aucun essai valable enregistré (No Mark)
- Q : Qualifié « directement » au prochain tour (ou à la prochaine compétition), lors d'une compétition majeure, grâce au classement ou à la réalisation des minima (automatic qualifier)
- q : Qualifié au prochain tour (ou à la prochaine compétition), lors d'une compétition majeure, grâce au repêchage ou à la réalisation de l'une des meilleures performances parmi celles des « non qualifiés directement » (grâce au meilleur temps ou à la meilleure distance par exemple) (secondary qualifier)